# بليير بيتش
بليير بيتش (بالإنجليزية: Belleair Beach)‏ هي مدينة أمريكية تقع في ولاية فلوريدا. تبلغ مساحة هذه المدينة 4.5 (كم²)،ويبلغ عدد سكانها 1560 نسمة حسب إحصاء سنة 2010 م 1560.تشير إحصاءات سنة 2000م بأن الكثافة السكانية في هذه المدينة تقدر بـ(auto) نسمة/كم2 